# Dewey Bunnell
Lee Dewey Bunnell (Harrogate, 19 januari 1952) is een in het Verenigd Koninkrijk geboren Amerikaans zanger, gitarist en liedjesschrijver.
Dewey Bunnell is bekend van de band America. Eind jaren zestig ontmoette hij de twee andere toekomstige bandleden van America, Dan Peek en Gerry Beckley wiens vaders als militair gestationeerd waren op een luchtmachtbasis vlak bij Londen. Hij schreef onder andere de Amerikaanse nummer 1-hit A Horse with No Name.
Tegenwoordig leidt hij een rustig bestaan met zijn gezin in Californië, in het plaatsje San Anselmo. Af en toe komt er nog een album van America uit.
- Biblioteca Nacional de España: XX1638474
- Library of Congress Control Number: no2017163520
- Nationale Bibliotheek van Letland: 000098007
- MusicBrainz: e6151252-396c-4acb-b0d6-b421e8b478aa
- Virtual International Authority File: 9376149108514768780004
- WorldCat: E39PBJr3xBtq4g3vDcW74XCqQq